# おばあちゃんのごめんねリスト
『おばあちゃんのごめんねリスト』（イギリスでは『My Grandmother Sends her Regards and Apologises』として出版）は、スウェーデンのコラムニスト、ブロガー、作家であるフレドリック・バックマンが書いた小説。
本書は2013年にスウェーデン語（Min mormor hälsar och säger förlåtとして）で初版が出版された。その後、2015年に英訳版が出版され、2018年に日本語版も出版された。翻訳権は40カ国以上で販売されている。2017年、この小説は国際ダブリン文学賞のロングリストに掲載された。

## あらすじ
スウェーデンに住む7歳児のエルザには、自分が同年代の他の子どもたちと違うという自覚があった。彼女は他人の文法を訂正する癖があり、年齢の割に頭が良く、特に破天荒な祖母と仲が良い。祖母の没後、エルザは祖母の過去の人格や、彼女に影響を受けた人々の人生について少しずつ知っていく。